# Брадати агами
Брадатите агами (Amphibolurus) са род гущери от семейство агамови (Agamidae).

## Разпространение и местообитание
Родът е ендемичен за Австралия. Видовете от този род обитават открити гори и растителност около водни течения в южната, източната и централна част на Австралия.

## Описание
Гущерите от този род са със средни размери около 13 – 15 см. Имат дълги крайници и дълга опашка. Цветът на кожата е сивкав или кафеникав със зеленикав оттенък. Повечето видове имат светли ивици или тъмни петна по гърба си. От задната част на главата до опашката се простират няколко големи люспи, които обикновено са бодливи и насочени към главата.

## Размножаване
Женските снасят до 10 яйца.

## Видове
- Amphibolurus burnsi (Wells & Wellington, 1985)
- Amphibolurus centralis (Loveridge, 1933)
- Amphibolurus muricatus (White, 1790)
- Amphibolurus norrisi Witten & Coventry, 1984